# Епархия Трапани
Епархия Трапани (лат. Dioecesis Drepanensis, итал. Diocesi di Trapani) — епархия Римско-католической церкви, в составе митрополии Палермо, входящей в церковную область Сицилии.
Клир епархии включает 112 священников (77 епархиальных и 35 монашествующих священников), 17 диаконов, 43 монахов, 171 монахинь.
Адрес епархии: Via Giovanni XXIII 1, 91100 Trapani, Italia. Телефон: 0923 43 21 11. Факс: 0923 43 22 27.

## Территория
В юрисдикцию епархии входят 94 прихода в 9 коммунах Сицилии: все в провинции Трапани — Пачеко, Вальдериче, Эриче, Сан-Вито-Ло-Капо, Кустоначи, Кастелламмаре-дель-Гольфо, Алькамо, Калатафими-Седжеста и Эгадские острова.
Кафедра епископа находится в городе Трапани в церкви Святого Лаврентия.

## История
Кафедра Трапани была основана 31 мая 1844 года буллой Ut animarum Pastores Папы Григория XVI на части территории епархии Мадзара дель Валло.
Территория новой епархии изначально включала Трапани, Монте-Сан-Джулиано (ныне Эриче), Пачеко, Кситта, Фавиньяна, Пантеллерия.
15 сентября 1950 года в состав епархии вошли города Алькамо, Калатафими и Кастелламмаре-дель-Гольфо, ранее находившиеся в епархии Мадзара-дель-Валло, под юрисдикцию которой были возвращены приходы на острове Пантеллерия.

## Ординарии епархии
- Винченцо Мария Марольда (22.7.1844 — 1851) — редемпторист
- Винченцо Чикколо Ринальди (27.6.1853 — 8.7.1874)
- Джованни Баттиста Бонджорно (18.12.1874 — 22.9.1879) — назначен епископом Кальтаджироне
- Франческо Рагуза (22.9.1879 — 17.4.1895)
- Стефано Джербино ди Канниттело (10.9.1895 — 1906) — бенедиктинец
- Франческо Мария Раити (6.12.1906 — 1.5.1932) — кармелит
- Фердинандо Рикка (12.8.1932 — 3.4.1947)
- Филиппо Яколино (10.11.1947 — 21.7.1950)
- Коррадо Минго (17.12.1950 — 28.4.1961) — назначен архиепископом Монреале
- Франческо Риччери (15.5.1961 — 31.7.1978)
- Эмануэле Романо (31.7.1978 — 8.9.1988)
- Доменико Аморозо (8.9.1988 — 18.8.1997) — салезианец
- Франческо Миччике (24.1.1998 — 19.3.2012)
  - Алессандро Плотти (19.05.2012 — 24.09.2013) — апостольский администратор
- Pietro Maria Fragnelli (с 24.09.2013)

## Статистика
На конец 2013 года из 208 216 человек, проживающих на территории епархии, католиками являлись 207 000 человек, что соответствует 99,4 % от общего числа населения епархии.
| год  | население | население | население | священники | священники        | священники         | священники                           | постоянные диаконы | монахи  | монахи  | приходы |
| год  | католики  | всего     | %         | всего      | белое духовенство | черное духовенство | число католиков на одного священника | постоянные диаконы | мужчины | женщины | приходы |
| ---- | --------- | --------- | --------- | ---------- | ----------------- | ------------------ | ------------------------------------ | ------------------ | ------- | ------- | ------- |
| 1950 | 139.100   | 139.603   | 99,6      | 86         | 50                | 36                 | 1.617                                |                    | 43      | 228     | 30      |
| 1970 | 207.043   | 209.659   | 98,8      | 114        | 113               | 1                  | 1.816                                |                    | 50      |         | 76      |
| 1980 | 199.000   | 203.200   | 97,9      | 144        | 95                | 49                 | 1.381                                | 1                  | 56      | 334     | 82      |
| 1990 | 199.000   | 203.575   | 97,8      | 132        | 85                | 47                 | 1.507                                | 1                  | 54      | 266     | 94      |
| 1999 | 204.350   | 204.455   | 99,9      | 124        | 80                | 44                 | 1.647                                | 4                  | 48      | 228     | 87      |
| 2000 | 203.207   | 204.157   | 99,5      | 125        | 80                | 45                 | 1.625                                | 5                  | 54      | 229     | 94      |
| 2001 | 202.490   | 203.584   | 99,5      | 122        | 76                | 46                 | 1.659                                | 5                  | 52      | 217     | 94      |
| 2002 | 203.408   | 203.424   | 100,0     | 123        | 77                | 46                 | 1.653                                | 8                  | 50      | 226     | 94      |
| 2003 | 203.401   | 203.415   | 100,0     | 116        | 73                | 43                 | 1.753                                | 8                  | 49      | 210     | 94      |
| 2004 | 197.982   | 202.018   | 98,0      | 117        | 73                | 44                 | 1.692                                | 10                 | 50      | 164     | 94      |
| 2010 | 207.300   | 208.084   | 99,6      | 112        | 77                | 35                 | 1.850                                | 17                 | 43      | 171     | 94      |